# Королівка (заказник)
Королівка — ландшафтний заказник місцевого значення. Об'єкт розташований на території Камінь-Каширського району Волинської області, на південний захід від с. Стобихва.
Площа — 1 102,5 га. Статус отриманий у 2002 році за рішенням Волинської обласної ради від 03.12.2002 р. № 4/5. Перебуває у віданні ДП «Волинський військовий лісгосп», Бахівське лісництво, кв. 38, вид. 33-53; кв. 39, вид. 41-61; кв. 40, вид. 48-57, 74-83; кв. 41, вид. 38-53; кв. 42, 43; кв. 47, вид. 58, 66-75, 77, 78, 80; кв. 48, вид. 33-45; кв. 49, вид. 19-48; кв. 50, 51, 52, 53, 54; кв. 59, вид. 1-8, 72, 73, 76; кв. 60, 61 (до 2016 року належав до Стобихвівського лісництва ДП «Камінь-Каширське лісове господарство»).
Статус надано з метою охорони та збереження у природному стані заболоченої заплави річки Стобихівка. У заказнику зростають вільхові, вільхово-ялинові, вільхово-соснові лісові насаджень та мешкають рідкісні види тварин, занесені до Червоної книги України: лелека чорний (Ciconia nigra) та журавель сірий (Grus grus). Ці види також охороняються Бернською конвенцією про охорону дикої флори і фауни та природних середовищ існування в Європі, Боннською конвенцією про збереження мігруючих диких тварин, Вашингтонською конвенцією про міжнародну торгівлю видами, які перебувають під загрозою зникнення, Угодою про збереження афро-євразійських водно-болотяних птахів.
Збереженню заказника загрожує видобуток торфу на родовищі «Стобихівське». 